# فانتنل (نبراسکا)
فانتنل(به انگلیسی: Fontanelle) شهری در ایالت نبراسکا کشور ایالات متحده آمریکا است که جمعیت آن در سرشماری سال ۲۰۱۰ میلادی، ۵۴ نفر بوده‌است.